# Libnotes lacrimula
Libnotes lacrimula är en tvåvingeart som först beskrevs av Alexander 1956.  Libnotes lacrimula ingår i släktet Libnotes och familjen småharkrankar.
Artens utbredningsområde är Fiji. Inga underarter finns listade i Catalogue of Life.